# Ibicella lutea
Espèce
Répartition géographique
Ibicella lutea, la Griffe du diable, une espèce de plantes à fleurs de la famille des Martyniaceae et du genre Ibicella, dont c'est l'unique espèce carnivore. C'est une plante herbacée annuelle originaire d'Amérique du Sud.
Le nom scientifique du genre dérive du latin ibex, signifiant « bouquetin », et cella, signifiant « partie », allusion au fruit de la plante rappelant la forme d'un sabot. Quant à l'épithète spécifique lutea, elle évoque la couleur jaune de ses fleurs.
Ibicella lutea est souvent confondue avec Proboscidea louisiana, dont les fleurs sont roses.

## Description
Il s'agit d'une plante herbacée, à croissance rapide et pouvant atteindre une hauteur maximale de 50 cm.
Les feuilles sont de forme orbiculaire à base cordiforme, et de couleur verte.
Les fleurs sont disposées en grappes, et sont de couleur jaune vif avec des pétales tachetés de rouge.
La tige et les feuilles sont entièrement recouvertes de poils sécrétant un mucilage collant et fétide.
Les fruits ont une forme de grande griffe allongée, dont les deux membres lignifiés se séparent à maturité.

## Mode de piégeage
Son mode de piégeage est dit « passif », car il ne nécessite pas de mouvement pour attraper sa proie.
Les poils glanduleux des feuilles sécrètent un mucilage adhésif permettant d'engluer les insectes ailés (essentiellement de petits diptères) qui se posent sur la plante. Une seule feuille peut capturer à elle seule plus d'une centaine d'insectes.
Ibicella lutea est considérée comme une plante protocarnivore, car elle ne peut digérer les proies qu'elle capture. Des études ont démontré que l'activité de protéases à l'intérieur du mucilage était inexistante, ce qui tend à valider la précédente affirmation.

## Habitat
C'est une plante mésophyte qui affectionne particulièrement les sols pauvres et acides.
On la retrouve préférentiellement dans des milieux secs au climat semi-désertique, où elle pourvoit à ses besoins en eau grâce à l'humidité contenue dans l'air.
Dans le groupe des plantes carnivores, cette capacité à capter l'eau atmosphérique n'est retrouvée que chez un autre genre : le genre Drosophyllum.

## Répartition géographique
Originaire d'Amérique du Sud (Brésil, Uruguay, Paraguay et Argentine), la griffe du diable est aujourd'hui naturalisée sur le continent nord-américain (Mexique, Arizona et Californie), où elle est considérée comme une espèce invasive.
Également implantée en Australie, on la retrouve en Europe dans le nord-est de la France (selon l'INPN), et en Afrique dans le nord-ouest de la Tunisie. L'espèce est aussi signalée en Belgique,.

## Reproduction
La fécondation est réalisée par de gros diptères (entomogamie) qui sont attirés par l'odeur fétide de la plante.
Le fruit commence à se former, il a alors une forme de griffe unique de couleur verte.
À maturité, il se dessèche progressivement et vire au noir. L’exocarpe va alors se détacher au niveau de l’apex du fruit, qui se divise en deux et libère les graines. Le reste des graines est libéré lors du pourrissement du fruit, qui peut potentiellement être transporté par des animaux grâce à ses griffes qui se fixent au pelage de ces derniers.

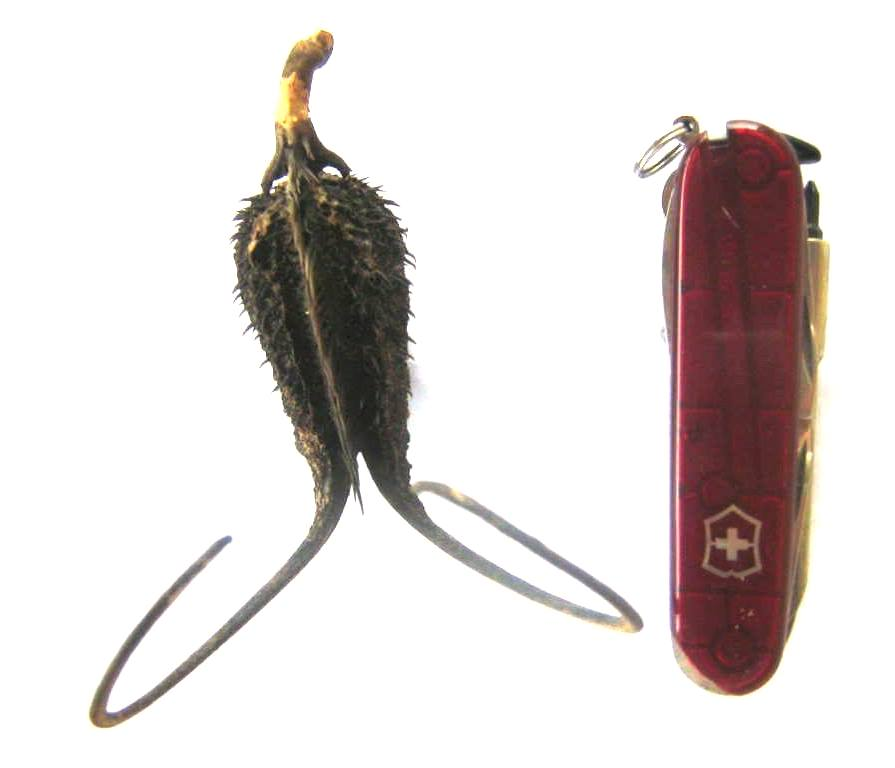
Fruit dIbicella lutea mature.

## Culture et utilisations
Ibicella lutea est assez méconnue en Europe, on la retrouve cependant chez certains passionnés de plantes carnivores. C'est la seule plante carnivore à pouvoir être cultivée dans la terre normale d'un jardin en France.
On lui trouve des propriétés très intéressantes en matière de lutte biologique contre les insectes ravageurs de cultures, tels que les pucerons et aleurodes. Les individus ailés sont capturés par la plante, qui limite ainsi l'expansion de leur population sur la culture.
Elle génère également beaucoup d'attention en recherche pharmacologique pour ses propriétés anti-bactériennes. Et pour cause, car elle est utilisée dans la médecine populaire uruguayenne afin de soigner les infections des yeux et de la peau.
Dans le domaine alimentaire, les jeunes fruits verts sont comestibles et peuvent être préparés comme des cornichons.

## À voir aussi